# Dactylorhiza megapolitana
Dactylorhiza megapolitana är en orkidéart som först beskrevs av Johannes Bisse, och fick sitt nu gällande namn av Károly Rezsö Soó von Bere. Dactylorhiza megapolitana ingår i Handnyckelsläktet som ingår i familjen orkidéer. Inga underarter finns listade i Catalogue of Life.